# Cervera de Pisuerga
Cervera de Pisuerga este o localitate din Castilia și León, Spania.
1. ↑  Nomenclátor Geográfico de Municipios y Entidades de Población (20240402 edition)